# Міжари
Міжа́ри (рос. Мижары, чув. Мишер) — присілок у Чувашії Російської Федерації, у складі Великосундирського сільського поселення Моргауського району.
Населення — 116 осіб (2010; 150 в 2002, 199 в 1979; 292 в 1939, 185 в 1926, 244 в 1906, 163 в 1858).

## Історія
Заснований як околоток присілку Сятрай (Сятраєво). До 1866 року селяни мали статус державних, займались землеробством, тваринництвом, ковальством, виробництвом одягу та взуття. 1930 року утворено колгосп «Ядро». До 22 липня 1920 року присілок перебував у складі Малокарачкинської волості Козьмодемьянського, до 6 жовтня 1920 року — Чебоксарського, потім — до складу Ядрінського повіту. 1927 року присілок переданий до складу Татаркасинського району, 1939 року — до складу Сундирського, 1962 року — до складу Ядрінського, 1964 року — до складу Моргауського району.